# Jean-Baptiste Etcharren
Jean-Baptiste Etcharren là một giám mục truyền giáo người Pháp, phục vụ tại Việt Nam. 

## Tiểu sử
Jean Baptiste Etcharren sinh tại Irouléguy, thuộc Giáo phận Bayonne, Pháp quốc ngày 15-4-1932. Học ở Tiểu Chủng viện Ustaritz, sau vào Đại Chủng viện của Hội Thừa sai Hải ngoại Paris. 
Thụ phong linh mục ngày 02-02-1958. 
Ngày 22-4-1958 ngài lên đường lãnh sứ mệnh truyền giáo tại Huế. 
Từ năm 1961 đến năm 1966, ngài làm giáo sư Trường Providence (Thiên Hựu) và Tiểu Chủng viện Hoan Thiện.
Năm 1966, làm cha sở giáo xứ Đông Hà, Quảng Trị, kiêm hạt trưởng giáo hạt Vĩ tuyến 17, đồng thời làm Bề trên MEP miền Huế.
Mùa hè đỏ lửa 1972, ngài đưa các gia đình chạy loạn vùng Đông Hà-Quảng Trị, lương cũng như giáo, di tản vào Hòa Khánh, Đà Nẵng; rồi qua năm 1973, ngài lại dẫn họ vào định cư lập nghiệp tại Bình Tuy, lo lắng cho mỗi gia đình tỵ nạn, lương cũng như giáo, có nhà cửa, vườn tược, đất đai và dụng cụ canh tác.
Sau ngày 30-4-1975, ngài vẫn ở Bình Tuy với giáo dân của ngài, nhưng chỉ được ít tháng, ngài phải lên đường hồi hương.
Về Pháp, từ năm 1976 đến năm 1983, cha JB.Etcharren được Hội Đồng Giám mục Pháp mời giúp đỡ Ủy ban Mục vụ Ngoại kiều, lo cho người tỵ nạn Việt Miên Lào. Rồi từ 1983 đến 1986, ngài làm việc trong Ban Mục vụ Maisons-Alfort và được trao trách nhiệm phụ trách Sở Tuyên úy Việt Nam.
Năm 1986 ngài được bầu làm Phụ tá Bề trên Tổng Quyền, từ năm 1992 làm Đại diện Tổng Quyền, và từ năm 1998 đến năm 2010, trọn 12 năm làm Bề trên Tổng Quyền Hội Thừa Sai hải ngoại Paris liên tiếp 2 nhiệm kỳ.
Năm 2010, ngài được nhà cầm quyền chấp thuận cho nghỉ hưu tại Toà Giám mục Huế.
Cha J.B. Etcharren đã được Chúa gọi về vào lúc 9 giờ 15 sáng ngày 21 tháng 9 năm 2021, lễ Kính Thánh Tô ma Thiện Tử đạo.